# Лоскутова Раїса Михайлівна
Раїса Михайлівна Лоскутова (Коптєва) (24 листопада 1928, село Липовка, тепер Оханського району Пермського краю, Російська Федерація — 5 січня 2013, місто Херсон) — українська радянська діячка, новатор виробництва, прядильниця першої прядильної фабрики Херсонського бавовняного комбінату Херсонської області. Герой Соціалістичної Праці (7.03.1960). Депутат Верховної Ради УРСР 6-го скликання.

## Біографія
Народилася у селянській родині. Із трирічного віку виховувалася у дитячому будинку. Закінчила сім класів.
У 1943—1944 роках — учениця школи фабрично-заводського навчання комбінату «Паризька комуна» міста Наволоки Івановської області РРФСР. У 1944—1954 роках — ватерниця, прядильниця прядильної фабрики Наволоцького бавовняного комбінату «Паризька комуна» Івановської області. У 1946 році вступила до комсомолу.
У 1954—1956 роках — офіціантка їдальні у місті Кривому Розі Дніпропетровської області. У квітні 1956 року переїхала до міста Херсона.
У 1956—1972 роках — прядильниця першої прядильної фабрики Херсонського бавовняного комбінату Херсонської області. Обслуговувала 1462 веретена при нормі 1000 веретен. Щомісячно виконувала норми виробітку в середньому на 107,5%, випускала продукцію тільки високої якості. Мала звання ударника комуністичної праці. У 1972—1981 роках — контролер якості відділу технічного контролю Херсонського бавовняного комбінату.
З 1981 року — на пенсії у місті Херсоні.

## Нагороди
- Герой Соціалістичної Праці (7.03.1960)
- орден Леніна (7.03.1960)
- медаль «За доблесну працю у Великій Вітчизняній війні 1941—1945 рр.»
- медалі